# Truc y flou
Pour les articles homonymes, voir Truc.
Le Truc y flou  (truc et fleur) est un jeu de cartes d'origine aragonaise, qui se joue principalement dans la vallée d'Aure et du Louron. On peut le rapprocher du jeu de l'aluette, de la brisca, ou du mus.
Il se joue à six joueurs, répartis en deux équipes de trois partenaires. Il est pratiqué avec un jeu de 48 cartes aux enseignes espagnoles auquel on enlève les 8 et 9, pour obtenir 40 cartes, réparties en 4 familles : 
- épée (ou Aspade) ;
- bâton (ou Bastou) ;
- soleil (ou Aurous) ;
- coupe (ou Copas).

Il se joue avec des signes codifiés, qui permettent aux coéquipiers de se communiquer des informations sur leurs cartes durant la partie.  

## Historique
Le truc y flou est originaire d'Espagne où il est pratiqué depuis au moins le XIXe siècle

### Ordre des cartes
De la plus importante aux moins importantes :
- l'épée ;
- le bâton ;
- la manille ou 7 d'épée ;
- la manille ou 7 de soleil ;
- les 3 ;
- les 2 ;
- les pouts : soleil et coupe.

### Règles
Chaque joueur doit identfier rapidement les bonnes cartes (cartes de truc) et les communiquer discrétement au meneur de jeu de chaque équipe, qui décidera de la stratégie à suivre. Il fera alors une annonce discrète par des signes précodifiés, une embit (de embide: tu peux y aller)